# 田大有
田大有（1504年—1581年），字豫甫，號思齋，山東兖州府東平州人。

## 生平
嘉靖四年（1525年）乙酉山東鄉試第四十四名舉人，嘉靖十一年（1532年）壬辰科第三甲第一百六十四名進士。戶部觀政，授行人，十六年十二月擢授试御史，十七年八月实授河南道監察御史，十九年降河南鈞州判官，陞郎中，歷慶陽府知府，官至臨洮府知府。

## 家族
曾祖田弘；祖田安，驛丞；父田明，義官；前母馬氏；屈氏；徐氏。具慶下，妻李氏，弟大登；大豐；大範；大壯。